# Pristimantis insignitus
Espèce
Synonymes
- Eleutherodactylus insignitus Ruthven, 1917

Statut de conservation UICN

 NT  : Quasi menacé
Pristimantis insignitus est une espèce d'amphibiens de la famille des Craugastoridae.

## Répartition
Cette espèce est endémique de la Sierra Nevada de Santa Marta en Colombie. Elle se rencontre entre 1 530 et 2 130 m d'altitude dans les départements de Magdalena et de La Guajira.

## Publication originale
- Ruthven, 1917 : Description of a new species of Eleutherodactylus from Colombia. Occasional Papers of the Museum of Zoology University of Michigan, no 34, p. 1-3 (texte intégral).